# چیکوئیان
چیکوئیان (Sapotaceae) تیره‌ای از خلنگ‌سانان درختی یا درختچه‌ای است با حدود ۵۵ سرده و ۸۰۰ گونه که در تمام مناطق گرمسیری می‌رویند و برگ‌های آن‌ها همیشه‌سبز چرمی و با آرایش متناوب یا مارپیچی و حاشیه کامل است و گل‌های آن‌ها یا منفرد است یا در گل‌آذین مجتمع قرار گرفته‌است.